# Мак-Кормик (Южная Каролина)
Мак-Кормик (англ. McCormick) — крупнейший город и административный центр одноимённого округа в штате Южная Каролина в Соединённых Штатах Америки.
Согласно результатам переписи населения США, проведённой в 2020 году, число жителей города составляло 2232 человека, что, для такого небольшого населённого пункта, существенно меньше (− 19,8%), чем было во время предыдущей переписи прошедшей в 2010 году (2783 человек).

## История
Как и сам округ, город Мак-Кормик был назван в честь американского изобретателя Сайруса Холла Маккормика.
С 1960-х годов население города постепенно сокращалось вплоть до начала третьего тысячелетия, показав в 2010-х годах рост в 86,9% и достигнув своего исторического максимума в 2783 человек. Но после этого число горожан снова стало уменьшаться.
В городе есть публичная библиотека – Библиотека округа Мак-Кормик. Государственный школьный округ, расположенный в Мак-Кормике полностью удовлетворяет базовые образовательные потребности местного сообщества, предлагая разнообразные учебные программы и внеклассные мероприятия для поддержки роста и развития учащихся.
Множество архитектурных объектов города были занесены в Национальный реестр исторических мест США, что привлекает в Мак-Кормик немало туристов со всей страны.

## География
В соответствии с данными указанными на сайте центрального статистического органа страны — Бюро переписи населения США, общая площадь города составляет 3,8 квадратных мили (9,8 км2) и вся эта территория приходится на сушу.